# Kwartsiet van Tienen

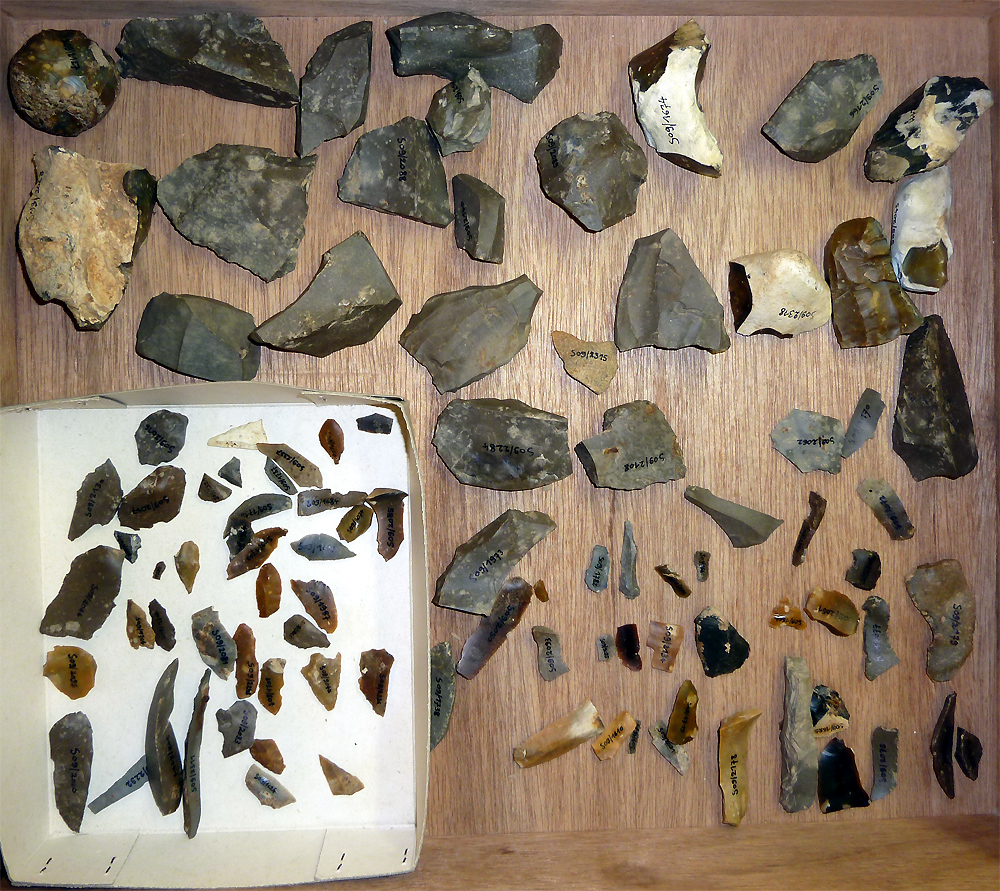
resultaat van opgravingen in Stevoort in 2008

Kwartsiet van Tienen is een natuursteen die, anders dan de meeste kwartsieten die metamorf zijn, tot de sedimentaire gesteenten behoort. Het is een zeer hard gesteente dat ontstond doordat zandkorrels aan elkaar klitten met als cement bijna zuiver kwarts. 
Het Tiens kwartsiet ontstond in lagunes, waar het zand dat door rivieren was aangevoerd, door veen werd bedekt. Humuszuren sijpelden door in de zandlaag en losten onzuiverheden op. Zo ontstond quasi zuiver kwartszand of 'witzand' dat door de aanvoer van siliciumrijk grondwater verkiezelde en verhardde tot sedimentair kwartsiet. Geologisch behoren de kwartsieten van Tienen tot de formatie van Tienen, meer bepaald het 'Lid van Dormaal'. Zij zijn dus ongeveer 55 miljoen jaar oud (Laat-Paleoceen). Zij komen voor als steenbanken met een dikte tot 1 meter. Typisch voor deze kwartsietbanken is hun gelobde oppervlak bovenaan en onderaan. Dit is de reden waarom Franstalige geologen dit kwartsiet 'grès mamelonné' ('wulpse steen', verwijzend naar de rondingen van een vrouwenlichaam) noemen.

## Vindplaatsen
Kwartsiet van Tienen zit, ruw geschetst, in de ondergrond tussen Kleine en Grote Gete. Overlaar en Rommersom zijn de meest gekende winplaatsen. In de literatuur wordt daarom her en der gesproken over 'kwartsiet van Rommersom' of 'kwartsiet van Overlaar' maar gemakshalve worden beide tot het kwartsiet van Tienen gerekend. Vooral het kwartsiet van Wommersom, dat omwille van zijn vuursteenachtige textuur als een aparte variëteit wordt beschouwd, was zeer gegeerd. Ook verder naar het oosten (Zoutleeuw, Landen) en naar het zuiden (Geldenaken, Huppaye) komt het gesteente voor.

## Winning en gebruik

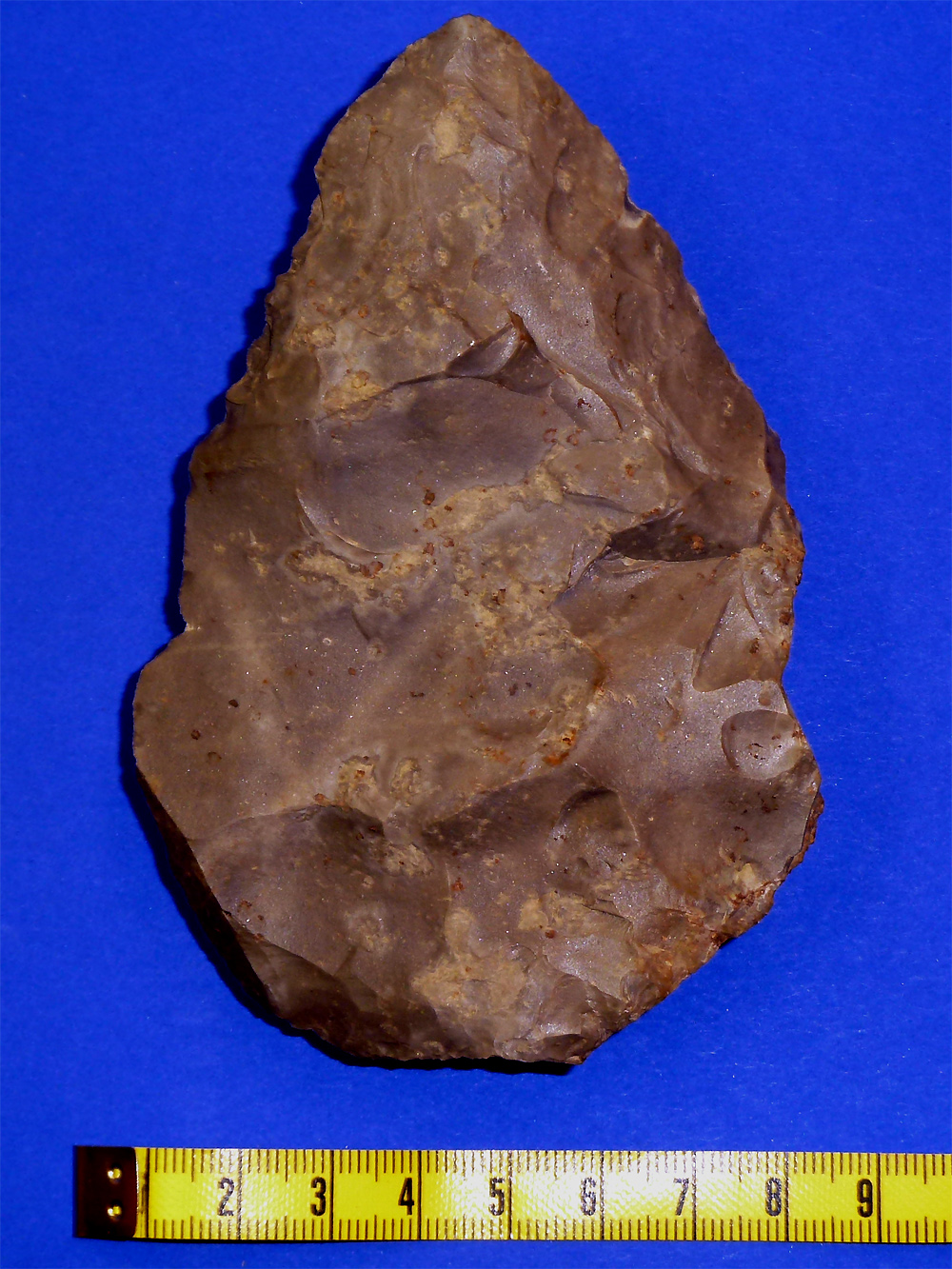
Paleolithische vuistbijl in kwartsiet van Wommersom

10.000 jaar geleden werd het kwartsiet van Tienen al gewonnen om er werktuigen en wapens mee te maken. In archeologische kringen is het kwartsiet van Wommersom een begrip: de fijnste prehistorische pijlpunten en werktuigen werden ermee gemaakt. Tiens kwartsiet werd ook gebruikt als slijpsteen voor stenen bijlen en als maalsteen voor graan.
Vandaag nog treft men het kwartsiet van Tienen aan in de Hagelandse regio als vosbruine kasseien in veldwegen en als harde bouwstenen in romaanse en vroeg-gotische kerken, waar ze dikwijls samen met gobertangestenen gebruikt werden. Ook in kastelen en kapellen, en in gewone huizen vindt men kwartsietstenen van Tienen terug, dikwijls als sokkel of in kelders. Vanaf 1300 werd er steeds meer gobertangesteen en baksteen gebruikt want het harde Tiens kwartsiet was moeilijk te bewerken. Tot 1950 werd het nog gewonnen als kasseisteen om verharde wegen aan te leggen. De laatst gekende  winplaats was de groeve van de gebroeders Ausloos in Groot-Overlaar, tussen Tienen en de E40. Met dit kwartsiet werd o.a. de steenweg Scherpenheuvel-Diest aangelegd in de jaren 1930. Bij de aanleg van de autosnelweg in 1972 werd de groeve Ausloos opgevuld.

## Gebouwen met kwartsiet van Tienen
- Sint-Germanustoren in Tienen
- Stadsgevangenis 'Het Toreke' in Tienen
- Toren abdij van Sint-Truiden
- Sint-Lambertuskerk in Overlaar
- Sint-Jan Evangelistkerk te Hoksem
- Kapel van Onze-Lieve-Vrouw-ten-Steen in Grimde
- Sint-Quirinustoren in Bunsbeek